# Problem n ciał
Problem n ciał, problem wielu ciał – zagadnienie fizyki klasycznej, konkretniej mechaniki i teorii pola, polegające na wyznaczeniu trajektorii oddziałujących ciał, zwłaszcza w przypadku oddziaływania grawitacyjnego.
W teorii ciążenia Newtona istnieje ścisłe, analityczne rozwiązanie problemu dwóch ciał, w tym wypadku znanego jako problem Keplera; jego rozwiązaniem są trajektorie stożkowe, opisane prawami Keplera. Jednak zagadnienie już trzech ciał wymaga stosowania przybliżeń i metod numerycznych; problem ten badali m.in. Pierre Simon de Laplace i Henri Poincaré.

## Model matematyczny
Z matematycznego punktu widzenia problem {\displaystyle n} ciał sprowadza się do rozwiązania pewnego układu równań różniczkowych zwyczajnych.
Dla {\displaystyle i}-tego ciała o masie {\displaystyle m_{i},} niech {\displaystyle c_{i}(t)} oznacza jego trajektorię w przestrzeni trójwymiarowej w zależności od czasu {\displaystyle t.} Przyspieszenie {\displaystyle c''(t)} ciała o masie {\displaystyle m_{i}} wyznaczone jest z prawa powszechnego ciążenia i wynosi:
{\displaystyle c_{i}''(t)=\gamma \sum _{1\leqslant j\leqslant n,i\neq j}m_{j}{\frac {c_{j}(t)-c_{i}(t)}{\|c_{j}(t)-c_{i}(t)\|^{3}}}.}
Stąd siła działająca na {\displaystyle i}-te ciało jest równa
{\displaystyle F_{i}=c_{i}''(t)m_{i}.}
Rozwiązania otrzymanego układu równań różniczkowych są szukanymi trajektoriami ciał.

### Problem dwóch ciał
Ruch układu składającego się z dwóch ciał wygodnie jest rozpatrywać w układzie odniesienia, w którym środek masy układu jest w spoczynku. W tym układzie każde z nich porusza się po trajektorii, która jest krzywą stożkową, a środek masy znajduje się w jednym z jej ognisk.
Jeśli krzywe, po których poruszają się ciała, są zamknięte, to są one elipsami. Energia potencjalna układu ciał (jest ona ujemna), przewyższa co do wartości bezwzględnej sumaryczną energię kinetyczną układu, a całkowita energia układu jest ujemna (pomijamy tutaj energię kinetyczną obrotu ciał wokół swych osi).
Jeżeli orbity są otwarte, ruch ciał odbywa się po hiperboli lub paraboli.
W przypadku ruchu po hiperboli, wartość bezwzględna energii potencjalnej jest mniejsza niż całkowita energia kinetyczna układu i całkowita energia układu jest dodatnia.
W przypadku paraboli całkowita energia układu wynosi zero. Prędkości ciał maleją do zera wraz ze wzrostem odległości między nimi.
Problem dwóch ciał odegrał doniosłą rolę w historii fizyki. W początkowym okresie jej rozwoju stanowił doskonały przykład skuteczności metod nowej nauki, a przez całą pierwszą połowę XX wieku był jednym z trzech eksperymentów potwierdzających słuszność przewidywań ogólnej teorii względności.

### Problem trzech ciał

Model, który pokazuje, że ruch trzech ciał oddziałujących grawitacyjnie może być chaotyczny

Problem ruchu trzech (i tym bardziej większej liczby) ciał jest zagadnieniem znacznie trudniejszym i w ogólności nie daje się rozwiązać przez znalezienie całek pierwszych układu. Z 18 potrzebnych do jego rozwiązania całek, jedynie 10 daje się wyznaczyć na mocy praw zachowania, a pozostałych 8 całek jest od nich algebraicznie zależnych. Zagadnienia te były szczegółowo badane pod koniec XIX wieku przez Poincarégo, a uzyskane przez niego wyniki położyły podwaliny pod teorię chaosu deterministycznego. Nie oznacza to, że ogólne zagadnienie trzech ciał nie ma rozwiązania, a jedynie, że zawodzi pewien rodzaj metod jego poszukiwania.
Ze względów praktycznych ważne są szczególne przypadki problemu trzech ciał, w których zakłada się na przykład, że masa jednego z ciał jest zaniedbywalnie mała. Zagadnienie to – tak zwany ograniczony problem trzech ciał – było po raz pierwszy postawione i częściowo rozwiązane przez Lagrange’a w drugiej połowie XVIII wieku. Badał on układ Słońce-Ziemia-Księżyc, w którym na dodatek można przyjąć, że jedno z masywnych ciał krąży wokół trzeciego po orbicie kołowej. To i inne zagadnienia omówione są szerzej w artykułach sfera Hilla (układ gwiazda, planeta i jej satelita), powierzchnia Roche’a (układ podwójny) i punkt Lagrange’a.

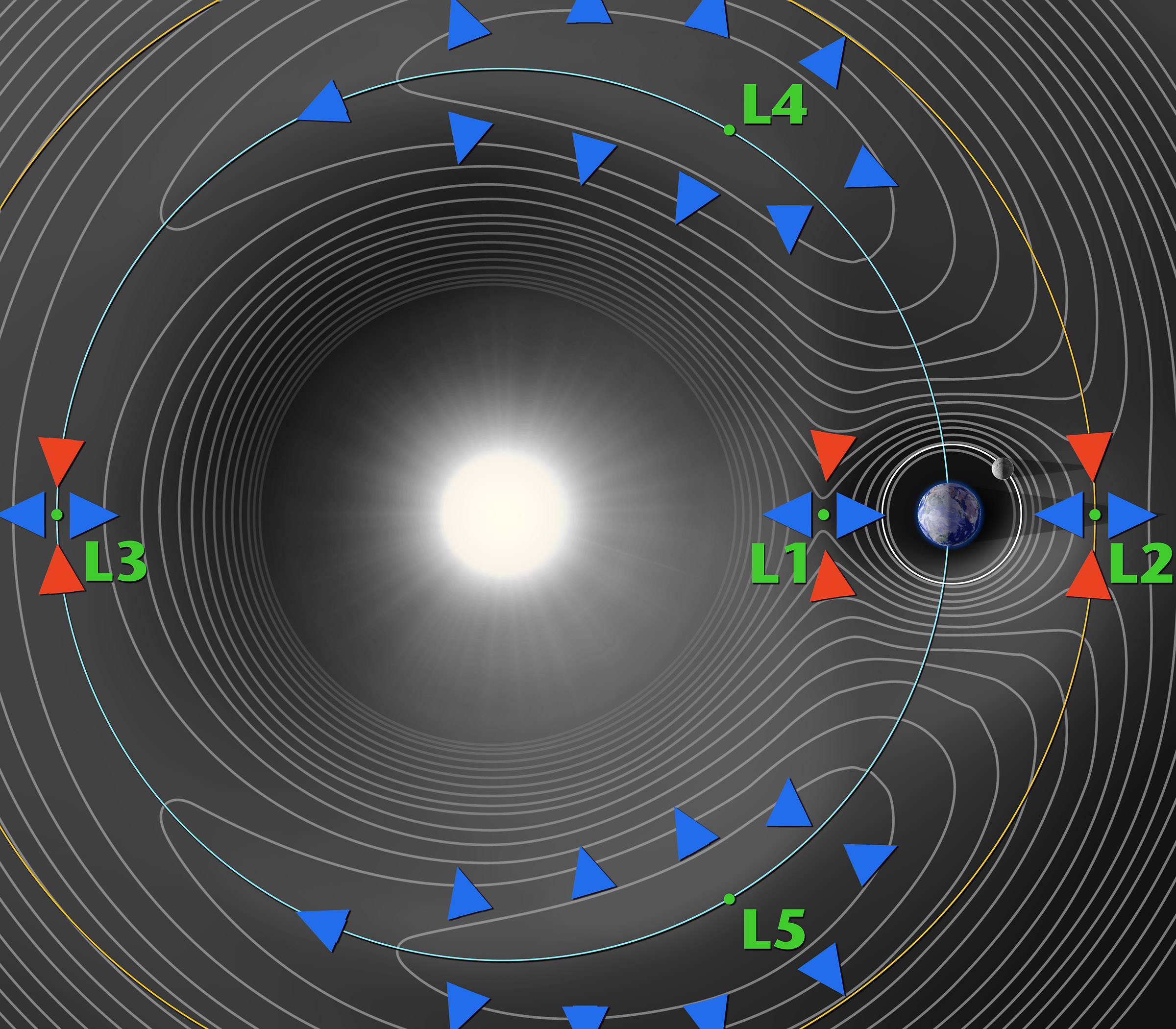
Stabilne (L_{4}, L_{5}) i niestabilne (L_{1}, L_{2}, L_{3}) punkty Lagrange’a w układzie typu Słońce-Ziemia-Księżyc

Okazuje się, że w rozważanej przez Lagrange’a sytuacji występuje pięć punktów równowagi. Trzy z nich są współliniowe z układem dwóch dużych mas i są niestabilne (tj. już niewielkie zaburzenie powoduje rozpad układu). Dwa pozostałe znajdują się w wierzchołkach trójkątów równobocznych opartych na odcinku łączącym dwa masywne ciała i są stabilne. Dobrą ilustracją jest tu układ Słońce-Jowisz-trzecie ciało, w którym w okolicach punktów Lagrange’a L4 i L5 występują dwie grupy planetoid trojańskich – z „obozu Greków” oraz z „obozu Trojańczyków”.

## Twierdzenie Sundmana
W roku 1912 fiński matematyk, Karl Frithiof Sundman udowodnił, że przy pewnych warunkach początkowych istnieje ogólne rozwiązanie problemu trzech ciał. Wspomniane warunki to analityczność funkcji położenia od współrzędnych (czasowej i przestrzennych) oraz wymóg, by nie doszło do kolizji trzech ciał. Rozwiązanie jest również funkcją analityczną współrzędnych.
W latach 90. XX wieku wynik ten został uogólniony na problem {\displaystyle n} ciał, przy dodatkowym założeniu, że nie dojdzie do kolizji pomiędzy żadną parą ciał.